# Brookita

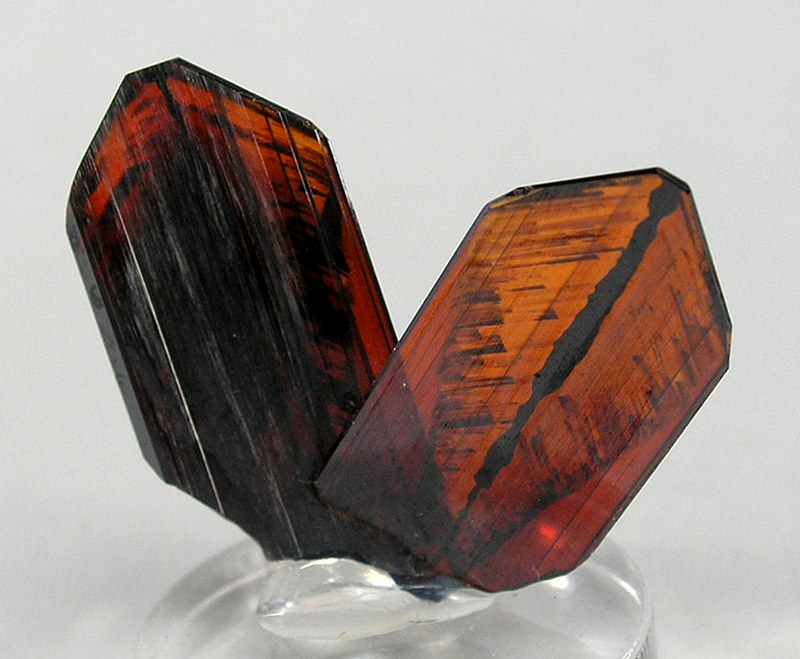
Brookita.

A Brookita é um mineral constituido de óxido de titânio, TiO2, sendo idêntico ao rutilo e anatase em termos de sua composição química, porém cristaliza no sistema ortorrômbico. 
O mineral foi nomeado por James Brooke, mineralogista inglês (1771 – 1857).